# Марлыково
Марлыково — деревня в Кадуйском районе Вологодской области.
Входит в состав Никольского сельского поселения (до 2015 года входила в Бойловское сельское поселение), с точки зрения административно-территориального деления — в Бойловский сельсовет.
Расположено вблизи границы с Нелазским сельским поселением Череповецкого района. Расстояние по автодороге до районного центра Кадуя — 24 км, до центра сельсовета деревни Бойлово — 5 км. Ближайшие населённые пункты — Ярышево Кадуйского района, Крутец иМихайлово Череповецкого района.
По переписи 2002 года население — 25 человек (12 мужчин, 13 женщин). Всё население — русские.